# 图亚娜·达希多尔日耶娃
图亚娜·诺尔波洛弗娜·达希多尔日耶娃（俄語：Туяна Норполовна Дашидоржиева，1996年4月14日—），布里亚特族，生于阿加布里亚特自治区，是一名俄罗斯女子射箭运动员。达希多尔日耶娃3岁时随家人移居至赤塔，她原本喜欢体操和跳舞，然而她的父亲希望她从事射箭。11岁时，她进入一所体校，开始了她的射箭生涯。开始练习射箭两年后的2010年，她便达到了俄罗斯运动健将的标准。她也在那一年首次参加国际比赛。